# 1960 (szám)
Az 1960 (római számmal: MCMLX) az 1959 és 1961 között található természetes szám.

## A matematikában
A tízes számrendszerbeli 1960-as a kettes számrendszerben 11110101000, a nyolcas számrendszerben 3650, a tizenhatos számrendszerben 7A8 alakban írható fel.
Az 1960 páros szám, összetett szám. Kanonikus alakja 23 · 51 · 72, normálalakban az 1,96 · 103 szorzattal írható fel. Huszonnégy osztója van a természetes számok halmazán, ezek növekvő sorrendben: 1, 2, 4, 5, 7, 8, 10, 14, 20, 28, 35, 40, 49, 56, 70, 98, 140, 196, 245, 280, 392, 490, 980 és 1960.
Az 1960 érinthetetlen szám: nem áll elő pozitív egész számok valódiosztó-összegeként..